# Fallenhalsmühle
Fallenhalsmühle (auch Fahlenholzmühle genannt) ist eine Wüstung auf dem Gemeindegebiet der Stadt Wallenfels im Landkreis Kronach (Oberfranken, Bayern).

## Geographie
Die Einöde lag auf einer Höhe von 360 m ü. NHN an der Wilden Rodach. Ein Vicinalweg führte der Wilden Rodach entlang nach Wallenfels (1,2 km südöstlich) bzw. nach Schnabrichsmühle zu einer Chaussee (2,2 km nordwestlich), die von Kronach nach Lobenstein verlief.

## Geschichte
Die Schneidmühle an der Wilden Rodach arbeitete das von der Forstwirtschaft angelieferte Rundholz auf. Gegen Ende des 18. Jahrhunderts gehörte Fallenhalsmühle zu Wallenfels. Das Hochgericht übte das bambergische Centamt Wallenfels aus. Das Vogteiamt Wallenfels war der Grundherr der Schneidmühle.
Mit dem Gemeindeedikt wurde Fallenhalsmühle dem 1808 gebildeten Steuerdistrikt Wallenfels und der 1818 gebildeten Ruralgemeinde Wallenfels zugewiesen. Auf einer topographischen Karte von 1967 war die Mühle noch verzeichnet. Heute erinnert die Ortsstraße Am Fallenholz an dieses Anwesen.

## Religion
Der Ort war ursprünglich katholisch und nach St. Thomas (Wallenfels) gepfarrt.